# Thompson Twins
A Thompson Twins egy angol új hullámos (new wave)/pop/szintipop együttes volt. Első nagylemezükön még a post-punk és new wave műfajokban játszottak, később áttértek a könnyebben befogadható, kommerszebb pop és szintipop műfajokra. 1977-ben alapították az angliai Sheffieldben. Az eredeti felállás Tom Bailey, Pete Dood, John Roog valamint Jon Podgorski zenészekből állt. Első lemezük 1981-ben jelent meg. 1983-as harmadik lemezükkel a brit lemezeladási listán a 2. helyig jutottak, az album pedig később platinalemez lett.
1977-től 1993-ig működtek. A feloszlás után 
Tom Bailey, Alannah Currie és Keith Fernley új chillout/dub együttest alapítottak Babble néven, ezen a néven két stúdióalbumot adtak ki 1996-os feloszlásukig. A Thompson Twins fellépett a Live Aid fesztiválon is Madonnával. Nevüket a Tintin kalandjai című képregényből kapták.
Doctor! Doctor! című slágerük klipje alapján egy videojáték is készült, The Thompson Twins Adventure címmel.

## Diszkográfia
Stúdióalbumok
- A Product of... Participation (1981)
- Set (1982)
- Quick Step and Side Kick (1983)
- Into the Gap (1984)
- Here's the Future Days (1985)
- Close to the Bone (1987)
- Big Trash (1989)
- Queer (1991)

Babble néven 
- The Stone (1994)
- Ether (1996)